# 鏡島駅
鏡島駅（かがしまえき）は、岐阜県岐阜市鏡島（現・西鏡島1丁目）にあった、名古屋鉄道鏡島線の駅。
鏡島線開業時の終着駅であった。

## 歴史
1924年（大正13年）に鏡島線が美濃電気軌道の手により開通したのに合わせて開業した。開通時の終着駅である当駅にはアーチが設営され、鉄道の開業が祝われている。太平洋戦争下の1944年（昭和19年）には鏡島線の森屋駅から当駅までの区間が不要不急線に指定され、休止される。戦後、休止となっていた区間が森屋駅側から順次復活すると、従来の区間に加えて当駅から先、合渡橋駅（のちの西鏡島駅）方面へも路線が延伸された。しかし、そのころ沿線地域ではすでにモータリゼーションが進展、そのあおりを受けて鏡島線は1964年（昭和39年）に全線が廃止され、当駅も廃駅となった。1954年（昭和29年）に営業を再開してから10年目のことである。
- 1924年（大正13年）4月21日 - 美濃電気軌道鏡島線の千手堂駅 - 当駅間の営業開始と同時に開業[4][5]。開業時の位置は千手堂駅起点4.0 kmの地点であった[6]。
- 1930年（昭和5年）8月20日 - 美濃電気軌道が名古屋鉄道（初代。同年中に名岐鉄道に改称し、1935年より名古屋鉄道に再改称）に合併。同社の鏡島線の駅となる[5]。
- 1944年（昭和19年）12月11日 - 森屋駅 - 当駅間が不要不急線に指定され休止[2]。当駅も営業休止となる[5]。
- 1954年（昭和29年）9月10日 - 休止区間の残りの部分、弘法口駅 - 当駅間が復活。同時に当駅 - 合渡橋駅（のちの西鏡島駅）間の延伸により途中駅となる[5]。駅の位置が千手堂駅起点3.4 kmの地点に移る[6]。
- 1964年（昭和39年）10月4日 - 鏡島線の廃止により廃駅となる[5][6]。

## 駅構造
- 開業当時は廃線直前の港駅付近の位置（4.0キロ程）にあり[6][7]、有人駅であったという。休止され、その後復活した際に位置を3.4キロ程に変更[6]し無人駅となった[8]。
- 1924年（大正13年）4月21日の開業当時は駅舎があった。

## その他
- 当駅は、現在の岐阜市立鏡島小学校の南付近にあったが、廃線後の区画整理による宅地開発・小学校建設もあり痕跡は全くなくなっている[9][10]。

## 隣の駅
名古屋鉄道
鏡島線
弘法口駅 - 鏡島駅 - 港駅
- 1944年（昭和19年）までは隣の弘法口駅（当時は弘法西口駅）との間に川原畑駅が存在した。